# Antoni Wałecki
Antoni Bazyli Wałecki (ur. 14 czerwca 1815 w Łukowie, zm. 12 stycznia 1897 w Warszawie) – polski zoolog, członek Stowarzyszenia Ludu Polskiego, kustosz Gabinetu Mineralogicznego Szkoły Głównej Warszawskiej, znawca fauny kręgowców i flory Polski, badacz wschodniej Syberii i Bajkału, autor ponad 130 publikacji.

## Życiorys
Urodził się jako najstarszy syn Karola i Elżbiety z Lottich. Jego ojciec był urzędnikiem. Antoni Wałecki do 1831 roku uczęszczał do miejscowej szkoły w Łukowie, następnie do gimnazjum wojewódzkiego w Lublinie. W 1836 rozpoczął studia w Akademii Medyko-Chirurgicznej w Wilnie, gdzie pobierał nauki przyrodnicze i lekarskie. Szczególne znaczenie miały dla niego wykłady z mineralogii i zoologii prowadzone przez Karola Eichwalda. Jednocześnie zaangażował się w działalność grupy patriotycznie nastrojonych studentów, tworzących Związek Studentów Akademii Medyko-Chirurgicznej w Wilnie, a następnie Towarzystwo Demokratyczne – w 1837 stał się członkiem Stowarzyszenia Ludu Polskiego i łącznikiem między studencką organizacją wileńską a Warszawą. W 1838 został aresztowany i wyrokiem z maja 1839 skazany na zesłanie do kopalń w Nerczyńsku na Syberii. Tam poznał Benedykta Dybowskiego. W czasie zesłania prowadził badania zoologiczne i botaniczne przyrody Syberii. 
Po 19 latach spędzonych na zesłaniu Wałecki został zwolniony na mocy amnestii i w 1857 wyjechał do Lublina, a następnie do Warszawy. Podjął pracę w Gabinetach Zoologicznym i Mineralogicznym, początkowo jako wolontariusz. W 1860 objął posadę pomocnika dyrektora, a od 1860 kustosza Gabinetu Mineralogicznego Szkoły Głównej Warszawskiej (później Uniwersytetu Warszawskiego).
Główną specjalnością Antoniego Wałeckiego była ichtiologia, której był biegłym znawcą. Został nazwany „ojcem polskiej ichtiologii”, uznany twórcą podwalin polskiego rybactwa. Wprowadził do polskiej literatury dawne nazwy ludowe i wiele nowych zwyczajowych nazw ryb, z których liczne zostały powszechnie przyjęte. Napisał ponad 130 publikacji. Pisał też drobne artykuły sprawozdawcze, informacyjne i krytyczne. Był współpracownikiem pierwszej Encyklopedii Orgelbranda, współpracował z czasopismem Wszechświat. Zajmował się też edukacją młodzieży. W 1893 przeszedł na emeryturę.
Dla upamiętnienia nazwiska Wałeckiego Benedykt Dybowski w 1869 wybrał dla nowo opisanego czebaka amurskiego epitet gatunkowy waleckii (Idus waleckii, obecnie Leuciscus waleckii), a Halina Rolik w 1970 nazwała takim samym epitetem brzanę karpacką (Barbus cyclolepis waleckii, obecnie B. waleckii).

## Wybrane publikacje
- Antoni Wałecki. Antylopy Środkowej Azji. „Biblioteka Warszawska”. 2, 1859.brak numeru strony
- Antoni Wałecki. Materiały do fauny ichtiologicznej Polski. „Biblioteka Warszawska”, 1863.brak numeru strony
- Antoni Wałecki: Systematyczny przegląd ryb krajowych. Warszawa: Drukarnia Gazety Polskiej, 1864. Brak numerów stron w książce
- Antoni Wałecki. Przegląd zwierząt ssących krajowych. „Biblioteka Warszawska”. 2, 1866.brak numeru strony
- Antoni Wałecki. Fauna zwierząt ssących Warszawy i jej stosunek do całego kraju. „Pamiętnik Fizjograficzny”. I, 1881.brak numeru strony
- Antoni Wałecki. Materiały do zoografii Polski: Skrzeki—Amphibia. „Pamiętnik Fizjograficzny”. II, 1882.brak numeru strony
- Antoni Wałecki. Materiały do zoografii Polski: Płazy—Reptilia. „Pamiętnik Fizjograficzny”. III, 1883.brak numeru strony
- Antoni Wałecki. Przyczynek do fauny teriologicznej kraju: Sminthus. „Pamiętnik Fizjograficzny”. IV, 1884.brak numeru strony
- Antoni Wałecki. Materiały do zoografii krajowej—Microraammalia, drobne zwierzątka ssące. „Pamiętnik Fizjograficzny”. V, 1885.brak numeru strony
- Antoni Wałecki. Przyczynek do naszej fauny ichtiologicznej. „Pamiętnik Fizjograficzny”. IX, s. 275–295, 1889.
- Antoni Wałecki. Przyczynek do fauny ichtiologicznej. „Pamiętnik Fizjograficzny”. X, 1890.brak numeru strony